# Аравский, Арсен Арсенович
Арсен Арсенович Аравский (????-????) — советский журналист и сценарист.

## Биография
В 1910-х годах работал в области журналистики, в 1920-х годах начали писать сценарии для советского кинематографа, из которых экранизировано только 4. В качестве сценариста сотрудничал с киностудиями Грузия-фильм, Мосфильм, Совкино и ряда других киностудий СССР. Более подробная информация отсутствует.

## Фильмография

### Сценарист
- 1928 —
  - Первый корнет Стрешнев
  - Переполох
- 1929 —
  - Саба
  - Третья молодость
- 1931 — Три парада